# Estoril
Estoril este o parohie a municipiului portughez Cascais, în apropiere (la doar 15 kilometri distanță) de capitala Lisabona. Estoril are un cazino foarte cunoscut,iar zona balneoclimaterica si plajele insorite fac ca numerosi turisti sa viziteze aceasta locatie in fiecare an.  Estoril a fost reședința lui Juan de Bourbon, pretendent la tronul spaniol la sfârșitul secolului al XX-lea. Populația în 2001 era de 23.769 locuitori, iar suprafața de 8,79 km² (deci avea o densitate de 2.7 locuitori/km²).

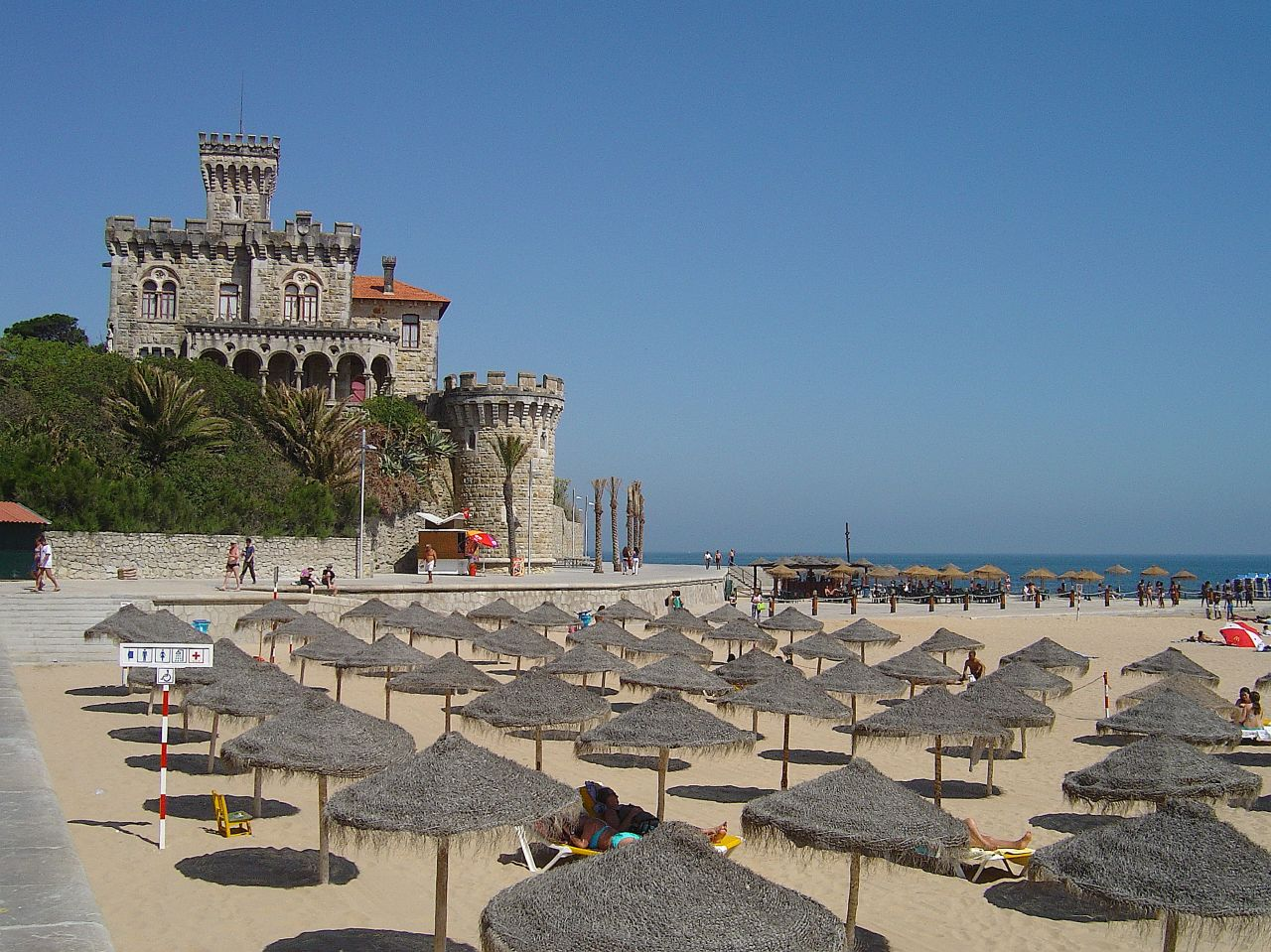
Plaja Tamariz din Estoril